# Alejandra Medina Rivera
Alejandra Eugenia Medina Rivera (México) es Investigadora asociada en el laboratorio Internacional de Investigación sobre el Genoma Humano en la Universidad Nacional Autónoma de México. Es miembra fundadora de Más Ciencia por México, una iniciativa ciudadana sin fines de lucro.

## Trayectoria
Obtuvo el grado de Licenciatura en ciencias genómicas en 2007 y doctorado en 2012 del programa de ciencias biomédicas en la Universidad Nacional Autónoma de México (UNAM).

## Líneas de investigación
Su investigación se enfoca principalmente en la regulación génica y bioinformática. Particularmente en el desarrollo de herramientas bioinformáticas y estrategias para estudiar mecanismos reguladores de genes.

## Publicaciones
Entre sus artículos más destacados se encuentran:
- Gutiérrez-Reyna DY, Cedillo-Baños A, Kempis-Calanis LA, Ramírez-Pliego O, Bargier L, Puthier D, Abad-Flores JD, Thomas-Chollier M, Thieffry D, Medina-Rivera A, Spicuglia S, Santana MA. IL-12 Signaling Contributes to the Reprogramming of Neonatal CD8+ T Cells. Front Immunol. 2020 Jun 5;11:1089. doi: 10.3389/fimmu.2020.01089. PMID: 32582178; PMCID: PMC7292210.
- Villaseñor-Altamirano AB, Moretto M, Maldonado M, Zayas-Del Moral A, Munguía-Reyes A, Romero Y, García-Sotelo JS, Aguilar LA, Aldana-Assad O, Engelen K, Selman M, Collado-Vides J, Balderas-Martínez YI, Medina-Rivera A. PulmonDB: a curated lung disease gene expression database. Sci Rep. 2020 Jan 16;10(1):514. doi: 10.1038/s41598-019-56339-5. PMID: 31949184; PMCID: PMC6965635.
- Dao LTM, Galindo-Albarrán AO, Castro-Mondragon JA, Andrieu-Soler C, Medina-Rivera A, Souaid C, Charbonnier G, Griffon A, Vanhille L, Stephen T, Alomairi J, Martin D, Torres M, Fernandez N, Soler E, van Helden J, Puthier D, Spicuglia S. Genome-wide characterization of mammalian promoters with distal enhancer functions. Nat Genet. 2017 Jul;49(7):1073-1081. doi: 10.1038/ng.3884. Epub 2017 Jun 5. PMID: 28581502.

## Premios y reconocimientos
Fue la primera egresada de la licenciatura en ciencias genómicas que se recibió de doctorado. Además de recibir el mérito Cum Laude en la licenciatura 